# 1967 w literaturze
Wydarzenia literackie w 1967 roku.

## Proza beletrystyczna i literatura faktu

### Język polski
- Wiesław Andrzejewski – Porty dobrych nadziei
- Roman Brandstaetter – Jezus z Nazarethu
- Michał Choromański – Schodami w górę, schodami w dół
- Jan Himilsbach – Monidło
- Stefan Kisielewski – Widziane z góry
- Zofia Kossak, Zygmunt Szatkowski – Dziedzictwo III
- Aleksander Minkowski
  - Kosmiczny sekret Lutego (Wydawnictwo „Nasza Księgarnia”)[1]
  - Wyprawa na rue Lepic (Wydawnictwo Iskry)[2]
- Wiesław Myśliwski – Nagi sad
- Marek Nowakowski – Gonitwa (Czytelnik)
- Alfred Szklarski – Tomek u źródeł Amazonki
- Lucjan Wolanowski – Ocean nie bardzo Spokojny

### Inne języki
- Agatha Christie – Noc i ciemność (Endless Night)
- Ladislav Fuks – Palacz zwłok (Spalovač mrtvol)
- Bohumil Hrabal – Toto město je ve společné péči obyvatel
- P.D. James – Z nienaturalnych przyczyn (Unnatural Causes)[3]
- Elia Kazan – Układ (The Arrangement)
- Milan Kundera – Żart (Žert)
- Alistair MacLean – Tylko dla orłów (Where Eagles Dare)
- André Malraux – Antypamiętniki (Antimémoires)
- Gabriel García Márquez – Sto lat samotności (Cien años de soledad)
- Georgi Miszew – Matriarchat
- Susan Sontag – Zestaw do śmierci (Death Kit)

### Tłumaczenia
- Bohumil Hrabal – Lekcje tańca dla starszych i zaawansowanych (Taneční hodiny pro starší a pokročilé)

## Wywiady
- polskie
- zagraniczne
- wydania polskie tytułów zagranicznych

## Dzienniki, autobiografie, pamiętniki
- polskie
- zagraniczne
- wydania polskie tytułów zagranicznych

## Nowe eseje, szkice i felietony
- polskie
- zagraniczne
- wydania polskie tytułów zagranicznych

## Nowe dramaty
- polskie
  - Jarosław Abramow-Newerly – Anioł na dworcu
  - Sławomir Mrożek
    - Poczwórka
    - Dom na granicy
    - Testarium
- zagraniczne
  - Peter Handke – Kaspar
- wydania polskie tytułów zagranicznych

## Nowe poezje
- polskie
  - Ernest Bryll – Mazowsze
  - Krzysztof Gąsiorowski – Tonące morze
  - Marian Grześczak – Naczynie poważne
  - Mieczysław Jastrun – W biały dzień
  - Ewa Lipska – Wiersze
  - Wisława Szymborska – Sto pociech
- zagraniczne
  - Thom Gunn – Touch[4]
  - Robert Lowell – Nad oceanem (Near the Ocean)
  - Carl Racosi – Amulet
  - Jaroslav Seifert – Kometa Halleya (Halleyova kometa)
  - Ivan Wernisch – Wydrążony brzeg (Dutý břeh)
  - Ted Hughes – Wodwo[5]
- wydania polskie tytułów zagranicznych
- zagraniczne antologie
- wydane w Polsce wybory utworów poetów obcych
- wydane w Polsce antologie poezji obcej

## Nowe prace naukowe, biografie i kalendaria
- polskie
  - Jan Błoński – Mikołaj Sęp Szarzyński a początki polskiego baroku
- zagraniczne
  - Jacques Derrida
    - Głos i fenomen (La Voix et le phénomène)
    - O gramatologii (De la grammatologie)

  - Max Horkheimer – Krytyka instrumentalnego rozumu (Zur Kritik der instrumentellen Vernunft)

## Urodzili się
- 1 stycznia – Ihor Pawluk, ukraiński poeta i prozaik
- 3 stycznia – Marc Elsberg, austriacki pisarz
- 10 stycznia – Wojciech Bonowicz, polski poeta
- 24 stycznia – Andriej Bielanin, rosyjski pisarz
- 29 stycznia – Philippe Besson, francuski pisarz i krytyk literacki
- 1 lutego – Meg Cabot, amerykańska pisarka
- 2 lutego – Richard Scott Bakker, kanadyjski pisarz fantastyki
- 10 lutego – Marek Zagańczyk, polski pisarz i eseista
- 1 marca – Franzobel, austriacki pisarz
- 3 marca – Isabel Abedi, niemiecka autorka książek dla dzieci
- 7 marca – Ai Yazawa, japońska mangaka
- 12 marca – Jenny Erpenbeck, niemiecka pisarka
- 15 marca – Krzysztof Śliwka, polski poeta i prozaik
- 30 marca – Ewa Sonnenberg, polska poetka
- 1 kwietnia – Agron Tufa, albański prozaik i poeta
- 10 kwietnia – Leszek Herman, polski pisarz
- 8 maja – Vladimír Balla, słowacki pisarz
- 13 maja – Romuald Pawlak, polski pisarz fantasy, autor książek dla dzieci
- 16 czerwca – Maylis de Kerangal, francuska pisarka
- 20 czerwca – Cornelia Neuhaus, niemiecka pisarka
- 4 lipca – Jacek Pałka, polski pisarz (zm. 2017)
- 9 lipca – Arthur Slade, kanadyjski pisarz
- 11 lipca – Jhumpa Lahiri, amerykańska pisarka
- 18 lipca – Paul Cornell, brytyjski pisarz science-fiction
- 19 lipca – Wladimir Kaminer, niemiecki pisarz
- 24 lipca
  - Dmytro Kapranow, ukraiński wydawca, pisarz, publicysta
  - Witalij Kapranow, ukraiński wydawca, pisarz, publicysta
  - Małgorzata Karolina Piekarska, polska pisarka, dziennikarka, historyk sztuki
- 30 lipca – Ann Brashares, amerykańska pisarka
- 4 sierpnia – Chuck Hogan, amerykański powieściopisarz i scenarzysta
- 6 sierpnia – Miłosz Biedrzycki, polski poeta i tłumacz
- 8 sierpnia – Władimir Wasiljew, rosyjski pisarz science fiction
- 14 sierpnia – Dariusz Adamowski, polski poeta
- 20 sierpnia – Etgar Keret, izraelski pisarz
- 31 sierpnia – Kenneth Oppel, kanadyjski pisarz
- 1 września – Andreas Maier, niemiecki pisarz
- 19 września – Roland Schimmelpfennig, niemiecki pisarz i dramaturg
- 10 października – Jonathan Littell, francuski pisarz amerykańskiego pochodzenia
- 13 października
  - Cornelia Anken, niemiecka pisarka
  - Tomasz Kołodziejczak, polski pisarz science fiction i fantasy
- 20 października – Ted Chiang, amerykański pisarz science fiction
- 27 listopada
  - Navid Kermani, niemiecko-irański pisarz, orientalista
  - Marcin Sendecki, polski poeta, dziennikarz, krytyk literacki
- 1 grudnia – Artur Domosławski, polski dziennikarz, reporter, pisarz
- 5 grudnia – Krisztina Tóth, węgierska pisarka i tłumaczka
- 7 grudnia – Thierry Serfaty, francuski lekarz i pisarz
- 14 grudnia – Ewa Białołęcka, polska pisarka fantasy
- 24 grudnia – Adam Wiedemann, polski poeta, prozaik, tłumacz, krytyk literacki i muzyczny
- 30 grudnia – Andrzej Pilichowski-Ragno, polski ilustrator książek dla dzieci
- 31 grudnia – Paweł Dunin-Wąsowicz, polski dziennikarz, publicysta i krytyk literacki

Data dzienna nieznana:
- Marta Guzowska, polska pisarka
- David Peace, brytyjski pisarz
- Dale Peck, amerykański pisarz
- Maciej Żerdziński, polski pisarz s-f

## Zmarli
- 7 marca – Alice B. Toklas, muza Gertrude Stein (ur. 1877)
- 5 kwietnia – Johan Falkberget, norweski poeta (ur. 1879)
- 8 maja – Elmer Rice, amerykański dramaturg (ur. 1892)
- 22 maja – Langston Hughes, amerykański poeta, pisarz, autor sztuk scenicznych, felietonista (ur. 1902)
- 7 czerwca – Dorothy Parker, amerykańska pisarka (ur. 1893)
- 8 czerwca – Siergiej Gorodietskij, rosyjski poeta (ur. 1884)
- 22 lipca – Carl Sandburg, amerykański poeta, biograf, powieściopisarz i balladysta (ur. 1878)
- 29 lipca – Aleksander Wat, polski pisarz i poeta (ur. 1900)
- 19 sierpnia – Hugo Gernsback, amerykański wydawca, pisarz science fiction oraz wynalazca (ur. 1884)
- 31 sierpnia – Ilja Erenburg, rosyjski pisarz, publicysta i poeta (ur. 1891)
- 1 września – Siegfried Sassoon, angielski poeta (ur. 1886)
- 12 września – Vladimir Bartol, słoweński pisarz, dramaturg, eseista, publicysta (ur. 1903)
- 24 września – Robert van Gulik, holenderski pisarz i dyplomata (ur. 1910)
- 29 września – Carson McCullers, amerykańska pisarka (ur. 1917)
- 7 października – Norman Angell, brytyjski pisarz (ur. 1872)
- 9 października – Edward Tegla Davies, pisarz w języku walijskim (ur. 1880)
- 11 października – Halina Poświatowska, polska poetka (ur. 1935)
- 14 października – Marcel Aymé, francuski pisarz i dramaturg (ur. 1902)
- 5 listopada – Joseph Kesselring, amerykański pisarz i dramaturg (ur. 1902)
- 30 listopada – Patrick Kavanagh, irlandzki poeta, prozaik i krytyk literacki (ur. 1904)
- 14 grudnia – Zdzisław Hierowski, krytyk i historyk literatury, tłumacz (ur. 1911)

## Nagrody
- Bollingen Prize for Poetry – Robert Penn Warren
- Nagroda Goncourtów – André Pieyre de Mandiargues za La Marge
- Nagroda Kościelskich – Jarosław Abramow-Newerly, Tadeusz Nowak, Jarosław Marek Rymkiewicz
- Nagroda Nobla – Miguel Ángel Asturias
- Złoty Wieniec Strużańskich wieczorów poezji – Bułat Okudżawa